# Joachim Ruppert

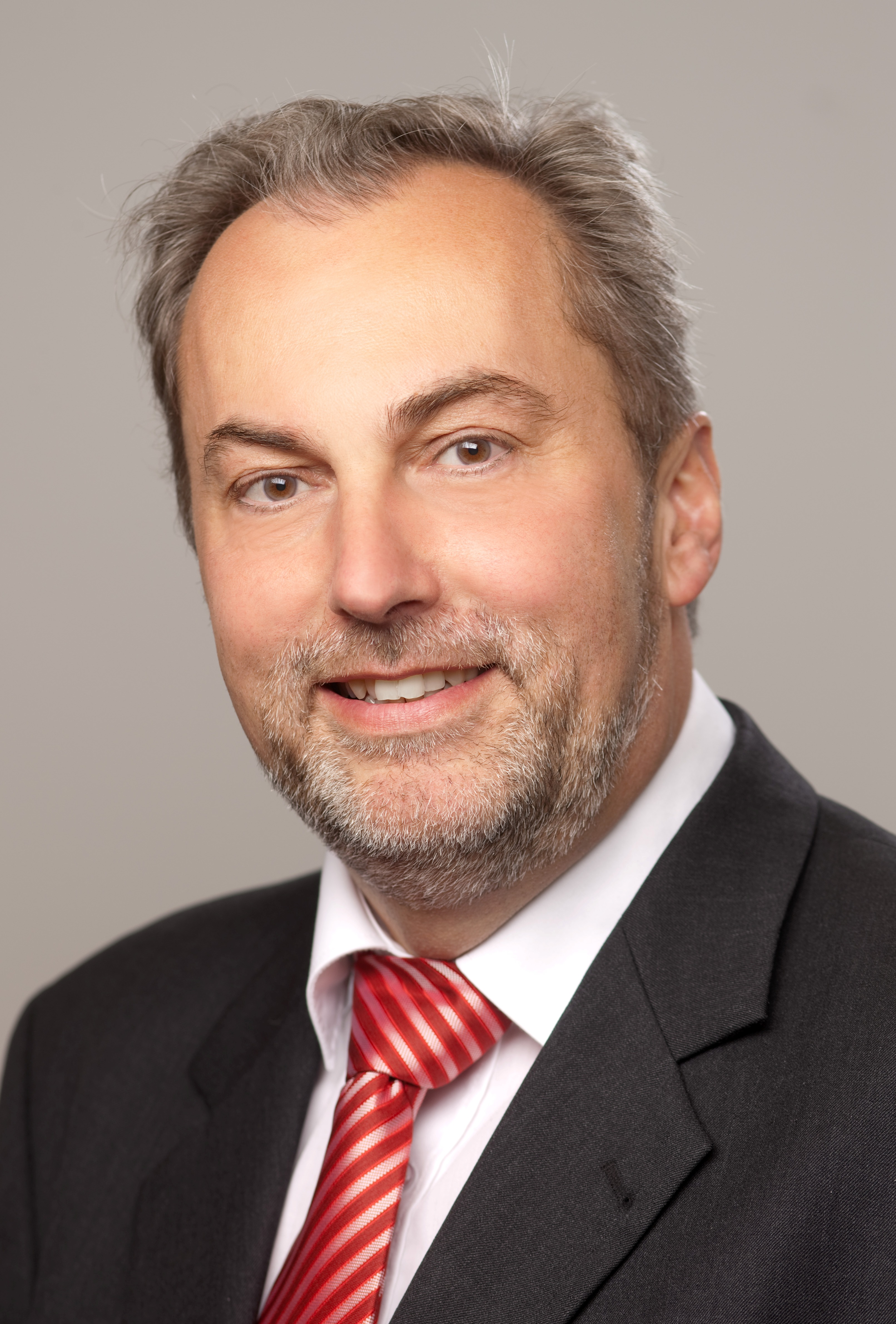
Joachim Ruppert (2010)

Joachim Ruppert (* 6. September 1962 in Heubach; † 26. November 2021 ebenda) war ein deutscher Kommunalpolitiker (SPD). Von 2006 bis zu seinem Tod amtierte er als Bürgermeister der Stadt Groß-Umstadt.

## Biographie
Ruppert wuchs mit zwei Geschwistern auf. Er besuchte die Grundschule in seinem Geburtsort und anschließend die Geiersbergschule in Groß-Umstadt. Am Max-Planck-Gymnasium Groß-Umstadt legte er 1981 das Abitur ab. Nach Ableistung des Grundwehrdienstes studierte er von 1983 bis 1989 Informatik an der Universität Karlsruhe. 1990 zog er zurück nach Groß-Umstadt.
Ruppert wurde für den Schenck-Konzern im Bereich Organisation und Datenverarbeitung tätig. Später arbeitete er für IBM und war im systemtechnischen Bereich tätig. Bis 2001 war er Rechenzentrumsleiter und Abteilungsleiter für Systemtechnik an den Standorten in Darmstadt und Frankfurt am Main. Von 2001 bis zu seinem Amtsantritt als Bürgermeister war er nachfolgend als Prokurist und Abteilungsleiter für den Systembetrieb und die Software-Entwicklung bei Helaba Invest, einer Tochtergesellschaft der Landesbank Hessen-Thüringen, tätig.
Ruppert war ab 1996 Mitglied der SPD. Für sie war er von 1997 bis 2005 als Mitglied im Ortsbeirat Heubach sowie von 2001 bis 2005 als Ortsvorsteher kommunalpolitisch tätig. Von 1997 bis 2001 gehörte er der Stadtverordnetenversammlung von Groß-Umstadt an. 2005 kandidierte er für das Amt des Bürgermeisters von Groß-Umstadt. Nachdem bei der Wahl am 3. Juli kein Kandidat die Mehrheit erreicht hatte, wurde er am 17. Juli in einer Stichwahl mit 53,5 % der gültigen Stimmen gewählt. Sein Amtsantritt erfolgte am 1. Januar 2006. Nach seinem Amtsantritt als Bürgermeister kandidierte er 2006 für einen Sitz im Kreistag des Landkreises Darmstadt-Dieburg, dem er seither angehörte.
In seiner Zeit als Bürgermeister hat er 2010 die dritte Jumelage von Groß-Umstadt mit der italienischen Gemeinde Dicomano aus der Metropolitanstadt Florenz maßgeblich mit organisiert, so wie er einige Jahre den Vorsitz des Umstädter Verschwisterungskommitees innehatte. Er trug maßgeblich dazu bei, dass die Groß-Umstädter Konsenskultur in den politischen Diskussionen und Debatten der Stadt fortgeführt werden konnte.
Am 14. August 2011 wurde er mit 85,1 % der gültigen Stimmen als Bürgermeister wiedergewählt. Bei der Bürgermeisterwahl am 20. August 2017 erhielt er, als einziger aufgestellter Kandidat, 79,2 % aller gültigen Stimmen und wurde in seiner dritten Amtsperiode bestätigt.
Joachim Ruppert war verheiratet und hatte drei Söhne und eine Tochter. Er starb unerwartet in der Nacht auf den 27. November 2021 im Alter von 59 Jahren.